# Хіммаш (футбольний клуб)
«Хіммаш» — аматорський футбольний клуб з міста Коростеня Житомирської області.
Чотириразовий чемпіон Житомирської області. Триразовий срібний призер чемпіонату області. Бронзовий призер чемпіонату області 2002 року.
Триразовий володар Кубка області. Дворазовий фіналіст Кубка області.
Володар Суперкубка області 2009 року.
Дворазовий фіналіст Кубка України серед аматорських команд. Завдяки тому, що «Хіммаш» став фіналістом Кубка України серед аматорських команд 2005 року, команда здобула право брати участь у Кубку України з футболу сезону 2006—2007 років. В 1/32 фіналу коростенці на домашньому полі поступилися команді першої ліги «Закарпаття» Ужгород — 1:3. Припинив свою діяльність 2010 року після завершення футбольних змагань.

## Досягнення
- Чемпіон Житомирської області — 2003, 2004, 2005, 2009.
- Срібний призер чемпіонату Житомирської області — 2006, 2007, 2008
- Бронзовий призер чемпіонату Житомирської області — 2002
- Володар Кубка Житомирської області — 2003, 2004, 2010
- Фіналіст Кубка Житомирської області — 2007, 2008
- Володар Суперкубка Житомирської області — 2009
- Фіналіст Кубка України серед аматорських команд — 2004, 2005